# Абатуров, Константин Иванович
Константин Иванович Абатуров (27 декабря 1911, Глазово — 2001) — советский и российский писатель.

## Биография
Родился 27 декабря 1911 года в деревне Глазово ныне Буйского района Костромской области в крестьянской семье.
С окончанием средней школы Абатуров работал у отходников-портных, затем — в избе-читальне, сельсовете, колхозе, а с 1932 года — в районной газете «Буйский ударник».
В 1937 году окончил заочное отделение Ленинградского института журналистики. Работал заместителем редактора областной газеты «Северная правда», директором Костромского книжного издательства, собственным корреспондентом газеты «Лесная промышленность».
Первые литературные публикации, появившиеся в начале 1930-х годов, «Победа шокшанских колхозников», «Рыбаки», «Черты нового», «Северный шёлк» посвящены социальным переменам в деревне. Автор романов «Юровская тетрадь», «В строю», рассказов, повестей, книги документальных рассказов и воспоминаний «Моя Шача».
С 1956 года — член Союза писателей СССР. Был делегатом I Учредительного съезда Союза писателей РСФСР. Награждён орденом «Знак Почёта» (1981).

## Произведения
- В районном городе. — Ярославль: Верхне-Волжское книжное издательство, 1976.
- Тихая пристань: Рассказы. — М.: Современник, 1976.
- Юровские тетради: Роман-хроника. — М.: Современник, 1982.
- Грибная пора: Повести и рассказы. — Ярославль: Верхне-Волжское книжное издательство, 1982.
- В строю: Роман. — Ярославль: Верхне-Волжское книжное издательство, 1989.
- В краю Мазая. — Ярославль: Верхне-Волжское книжное издательство, 1993.
- Моя Шача. — Кострома, 1996. (Литературная Кострома: Январь-март).
- Земля зовёт…: Избранное. — Кострома, 2001.